# Pierre-Louis Stillemans
Pierre-Louis Stillemans (Sint-Niklaas, 22 oktober 1821 - aldaar, 2 september 1902) was een rooms-katholiek priester en kanunnik. Hij was de oudere broer van bisschop Antoon Stillemans van het bisdom Gent. Ze werden geboren in een gezin van vijftien kinderen waarvan de vader het beroep van schoenmaker uitoefende. Slechts vijf kinderen werden volwassen.

## Kanunnik
Op 21 december 1844 werd hij priester gewijd. Nadien was hij achtereenvolgens priester op de parochies Bassevelde; Gijzegem en Lokeren. In 1847 werd hij onderpastoor in Lokeren. Vanaf 1849 was hij leraar aan het Sint-Jozef-Klein-Seminarie in Sint-Niklaas. In 1891 kreeg hij van zijn broer Antoine de titel van erekanunnik in het Sint-Baafskapittel.